# Frequenzverwerfung
Die Frequenzverwerfung ist eine (unerwünschte) Änderung der Empfangsfrequenz als Folge einer Änderung der Eingangssignalstärke.

## Bedingungen
Von der Frequenzverwerfung betroffen sind nur Überlagerungsempfänger, die mit Verstärkerröhren bestückt und mit einem Signalstärkeregler, der die Oszillatorfrequenz beeinflusst, ausgestattet sind. Besonders relevant ist sie in dem Empfangsfrequenzbereich von 2,3 MHz bis 26,1 MHz. Die Frequenzverwerfung entsteht relativ zu der Empfangsfrequenz. Daraus folgt: Je größer die Empfangsfrequenz ist, desto absolut größer ist die Frequenzverwerfung und desto relativ stärker stört diese.

## Wirkmechanismus
Ein Signalstärkeregler bewirkt, dass die Ausgangssignalstärke konstant ist, auch wenn die Eingangssignalstärke schwankt. Er funktioniert als ein Verstärker mit einer variablen Verstärkung. Dabei ist die Verstärkung umgekehrt proportional zu der Eingangssignalstärke.
Bei einer Verstärkerröhre beeinflusst die Stromstärke, die durch ihre Elektroden fließt, (unerwünschterweise) die Kapazität zwischen diesen Elektroden.
Bei einem Oszillator beeinflusst die Kapazität die Oszillatorfrequenz.
Bei einem Überlagerungsempfänger beeinflusst die Oszillatorfrequenz die Empfangsfrequenz.
Weil der Signalstärkeregler des von der Frequenzverwerfung betroffenen Empfängers die Oszillatorfrequenz beeinflusst, bewirken Änderungen der Eingangssignalstärke Änderungen der Empfangsfrequenz.

## Auswirkungen
Wenn bei einer bestimmten Eingangssignalstärke die Empfangsfrequenz der Sendefrequenz entspricht, wird sich bei einer Vergrößerung oder einer Verkleinerung der Eingangssignalstärke die Empfangsfrequenz von der Sendefrequenz entfernen. Je größer diese Entfernung wird, desto stärker verschlechtert sich die Empfangsqualität. Diese Verschlechterung der Empfangsqualität ist bei einer Amplitudenmodulation auf zwei Weisen hörbar. Einerseits wird der Klang des Nutzsignals heller. Andererseits wird das Verhältnis zwischen dem Nutzsignal und dem Störsignal schlechter. Dabei kann das Störsignal aus Rauschen, Gewitterknacken, Elektrogerätefunkstörungen und konkurrierenden Funksignalen bestehen.
Bei einer Übertragungsstrecke, die stark schwankende Eingangssignalstärken im Empfänger bewirkt, kann wegen der Frequenzverwerfung der Empfang unbrauchbar werden. Wenn diese Schwankungen langsam genug sind, kann der Bediener des Empfängers durch ständiges Nachstellen der Empfangsfrequenz die Brauchbarkeit des Empfangs erhalten. Die Brauchbarkeit des Empfangs kann also von der Geschicklichkeit des Bedieners abhängen.